# Chiesa di Santa Croce (L'Aquila)
La chiesa di Santa Croce è un edificio religioso sconsacrato dell'Aquila, situato nel quarto di San Pietro.
Deve la sua realizzazione all'ordine cistercense che la edificò nel XIII secolo, forse sul luogo di un precedente tempio. Venne ricostruita in due occasioni, una prima dopo il terremoto dell'Aquila del 1461 ed una seconda, radicale, alla metà del XVIII secolo. Allo scioglimento dell'ordine, nel 1888, la chiesa è stata sconsacrata e destinata ad altri usi.

## Storia
Le sue origini sono antichissime, quasi certamente antecedenti alla fondazione dell'Aquila e, secondo alcuni storici, legate all'epoca della prima crociata (1095-1099), da cui il titolo della chiesa. È ipotizzabile inoltre una sovrapposizione con la scomparsa chiesa di Santa Maria Nova, esistente già nel 1292.
La prima documentazione ufficiale che attesta l'esistenza di Santa Croce è il censimento delle chiese dell'Aquila del 1313, mentre al 1316 — al completamento della cinta muraria aquilana —la chiesa è già inglobata nella fortificazione di porta Barete e nel 1335 è citata in un testamento della famiglia Gaglioffi. La chiesa era inoltre legata all'ordine cistercense che vi localizzò uno dei monasteri maschili. Secondo fonti storiche, il complesso di Santa Croce aveva dimensioni notevoli ed era orientato perpendicolarmente a via Roma, diversamente dall'edificio attuale.
Subì gravissimi danni dal terremoto dell'Aquila del 1461 e successivamente cadde in decadenza, sebbene venne ricostruito; nel XVI secolo il vescovo Mariano de Racciaccaris lo aggregò dapprima alla cattedrale dei Santi Massimo e Giorgio, quindi lo dette in gestione alle monache, anch'esse cistercensi. Subì nuovi danni dal sisma del 1703, venendo celermente riparato poiché al 1722 risultava già nuovamente agibile. Nonostante il ripristino dell'edificio, le monache decisero comunque di abbattere la costruzione originale ed edificarne una nuova, realizzata quindi intorno al 1735 e completata sicuramente prima del 1753, data in cui è riprodotta nella Pianta dell'Aquila del Vandi.
Nel 1826 Santa Croce venne gravemente depotenziata dalla realizzazione del viadotto di via Roma e dalla distruzione dell'antica piazza che caratterizzava il fronte interno di Porta Barete; il prospetto meridionale della chiesa fu infatti quasi interamente sopraffatto dalla nuova arteria che tagliò fuori Santa Croce dal principale asse urbano. Nel 1888, inoltre, fu soppresso l'ordine cistercense, e la chiesa, sconsacrata, diventò di proprietà comunale venendo adibita, per alcuni anni, a caserma d'artiglieria. Subì gravi danni dal terremoto della Marsica del 1915 rimanendo in stato di abbandono per diversi decenni.
La chiesa è stata restaurata tra il 2002 e il 2003 ma, pochi anni dopo, ha subito nuovi danni dal terremoto dell'Aquila del 2009 e dagli eventi sismici del 2016-2017. Il 23 dicembre 2020 è stato annunciato il progetto preliminare per il restauro, volto a convertire l'edificio in un museo dedicato alle mura dell'Aquila.

## Descrizione
La chiesa è situata in via Santa Croce, nel locale di Barete, all'interno del quarto di San Pietro. Nella sua conformazione originale, era posta frontalmente all'accesso di porta Barete, la principale porta delle mura dell'Aquila, demolita parzialmente nel corso del XIX secolo. Si presenta addossata al terrapieno di via Roma, realizzato a partire dal 1826, che ne limita l'originario carattere architettonico e monumentale di prima chiesa all'ingresso in città

### Esterno
Il volume prismatico di Santa Croce si sviluppa lungo la direttrice est-ovest, parallelamente all'asse decumanico di via Roma. Tale orientamento è opposto a quello della chiesa quattrocentesca — e della prima chiesa duecentesca —, posta perpendicolarmente alla strada. Il forte carattere monumentale è reso evidente dalla semplicità delle forme e dalle notevoli dimensioni.
La facciata è volta verso occidente, in direzione dell'antico accesso di porta Barete, e si presenta di forma rettangolare, intonacata, definita da due paraste lapidee sorreggenti una trabeazione al rustico. Vi si apre un portale di modesta fattura e, in asse, un'alta finestra quadrangolare; ai lati del portale sono inoltre due piccole finestre squadrate.
Di particolare pregio è anche il fianco di mezzogiorno, oggi quasi completamente coperto dal terrapieno di via Roma, che in origine fronteggiava la piazza tra la cinta muraria esterna e quella interna; è suddiviso verticalmente in tre settori mediante lesene, similarmente all'oratorio di Sant'Antonio dei Cavalieri de' Nardis, e orizzontalmente in due ordini per tramite di una cornice marcapiano. Nell'ordine inferiore, è caratterizzato da un pregevole portale in stile barocco, opera di Donato Rocco Cicco di Pescocostanzo e datato al 1735. Parte di questo fronte presenta inoltre visibili resti della muratura ad apparecchio aquilano riferibili alla costruzione duecentesca.

### Interno
L'interno di Santa Croce, particolarmente caratteristico, presenta un'aula unica di forma quadrangolare, suddivisa in tre cinque campate e tre ambienti: un primo settore (prima campata) a due livelli, con ingresso e galleria sovrastante, un secondo settore (che si sviluppa dalla seconda alla quarta campata) che costituisce l'aula vera e propria ed un settore finale (quinta campata) a funzione prespiteriale con pseudocupola. Detta suddivisione è realizzata mediante paraste corinzie e riflette la suddivisione del prospetto meridionale di cui si è parlato.
La galleria di controfacciata e costituita da un sistema a tre arcate a tutto sesto e costituisce una particolarità dell'architettura religiosa aquilana, vista solo nella chiesa di Santa Lucia e sviluppata in maniera similare nel coevo oratorio di San Filippo.
Lateralmente, il sistema di paraste e intercolumni crea due coppie di finte cappelle, riccamente fregiate e stuccate. Il passaggio dall'aula al vano presbiteriale è evidenziato dal doppio arco trionfale. La parete di fondo, trattata a liscio, lascerebbe intendere un progetto di sviluppo dell'abside, mai realizzato per motivi ignoti.